# Sous-diacre
Le sous-diaconat (du grec ὐποδιάκονος (hypodiakonos), "sous-serviteur") est un poste qui existe dans certaines confessions chrétiennes.
Le sous-diaconat (ou hypodiaconat) existe notamment dans les Églises orthodoxes et catholiques de rite oriental, qui ne le considèrent pas comme un ordre majeur.

## Histoire
Ceux qui allaient être promus au sous-diaconat devaient se présenter devant l’évêque revêtus d’une aube ceinte et tenant un cierge allumé à la main droite, marquant ainsi la pureté de leur vie. Les ordinands se prosternaient et se couchaient par terre. L’évêque leur donnait alors par trois fois la bénédiction.

## Catholicisme

### Histoire
Dans le catholicisme, à partir d'environ 1150 et jusqu'aux définitions du concile Vatican II dans Lumen gentium, était considéré comme le premier des ordres majeurs ou sacrés, le premier auquel était attachée l'obligation de la continence perpétuelle.
Le concile Vatican II définit que le sacrement de l'ordre ne compte que trois degrés (diaconat, presbytérat et épiscopat), sans mentionner ni le sous-diaconat ni les ordres mineurs.
Au XXe siècle, avant 1972, certains considéraient que le sous-diaconat n'était pas un sacrement,.

### Aujourd'hui
Depuis l'entrée en vigueur du motu proprio du pape Paul VI Ministeria quaedam du 15 août 1972, dans l'Église latine les fonctions des ordres mineurs sont appelées ministères; les fonctions qu'exerçait le sous-diacre « sont confiées au lecteur et à l'acolyte et par suite, dans l'Église latine, l'ordre majeur du sous-diaconat n'existe plus ». L'acolytat peut en certains lieux, au jugement de la conférence épiscopale, porter le nom de sous-diaconat.
Dans la messe solennelle le sous-diacre est revêtu d'une aube, d'une tunique et porte le manipule, qui devint, à partir du XIe siècle dans l'Église latine, son insigne spécifique : il signifie non recuso laborem « je ne refuse pas le labeur ». Pendant la messe, le sous-diacre porte la croix, l'Évangéliaire, lit l'épître ou la prophétie (lecture de l'Ancien testament). À l'offertoire, il ajoute l'eau au vin dans le calice. Pendant tout le canon, il se tient en bas des marches de l'autel, tenant la patène devant ses yeux : il montre par là qu'il n'est pas digne d'assister aux « saints mystères ».

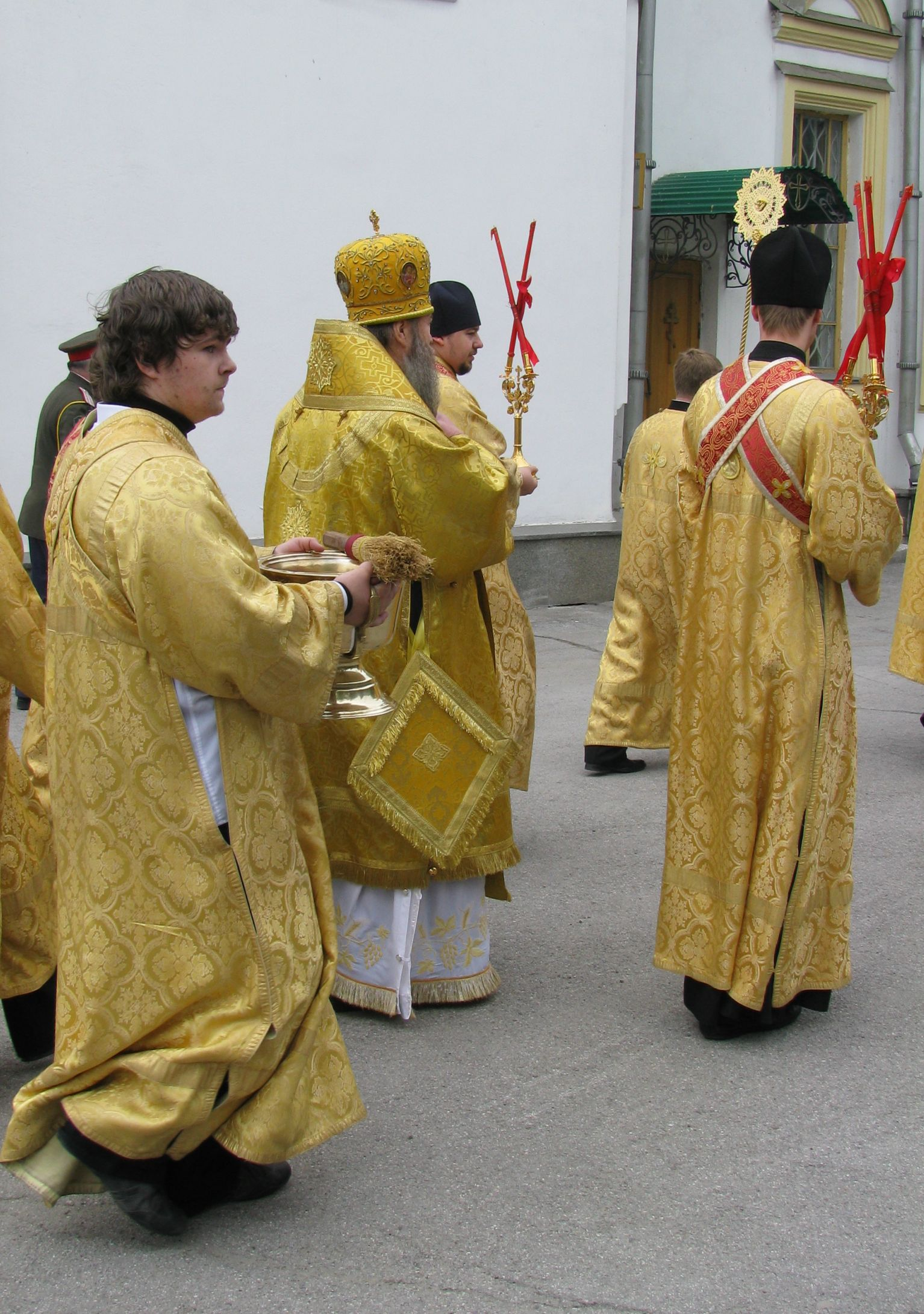
Hypodiacres pendant la procession de la Croix à Novossibirsk entourant l'évêque.

Les communautés auxquelles est permis de célébrer la messe selon l'édition 1962 du missel romain peuvent utiliser encore le Pontifical romain en vigueur en 1962 (dix ans avant le Ministeria quaedam) pour conférer les ordres mineurs et le sous-diaconat. Ceux qui les reçoivent restent dans le laïcat, parce qu'on ne devient clerc que par l'ordination diaconale.

## Christianisme orthodoxe
Le sous-diacre ou hypodiacre est dans le christianisme orthodoxe le dernier des ordres mineurs, au-dessus du lecteur et en dessous du diacre.
L'Église orthodoxe contemporaine n'ordonne plus le sous-diaconat comme menant obligatoirement à la prêtrise. L'hypodiacre participe aux cérémonies liturgiques et revêt le sticharion, ainsi que l'orarion en forme de croix. Normalement il doit être âgé d'au moins vingt ans. L'hypodiacre assiste l'évêque pour le service liturgique.

## Source
- Roland Mousnier, Histoire des institutions de la France sous la monarchie absolue, Paris, PUF-Quadrige, 1974-2005, p. 225.